# Франсіско Лопес Альфаро
Франсіско Лопес Альфаро (ісп. Francisco López Alfaro; нар. 1 листопада 1962, Севілья) — іспанський футболіст, що грав на позиції півзахисника. По завершенні ігрової кар'єри — тренер.
Виступав, зокрема, за клуби «Севілья» та «Еспаньйол», а також національну збірну Іспанії.

## Клубна кар'єра
Вихованець футбольної школи клубу «Севілья». Дорослу футбольну кар'єру розпочав 1981 року в основній команді того ж клубу, в якій провів дев'ять сезонів, взявши участь у 258 матчах чемпіонату. Більшість часу, проведеного у складі «Севільї», був основним гравцем команди.
1990 року перейшов до клубу «Еспаньйол», за який відіграв 7 сезонів. Граючи у складі «Еспаньйола» також здебільшого виходив на поле в основному складі команди. Завершив професійну кар'єру футболіста виступами за команду «Еспаньйол» у 1997 році.

## Виступи за збірні
1981 року дебютував у складі юнацької збірної Іспанії, взяв участь у 4 іграх на юнацькому рівні.
Протягом 1981–1984 років залучався до складу молодіжної збірної Іспанії. На молодіжному рівні зіграв у 12 офіційних матчах.
1982 року дебютував в офіційних матчах у складі національної збірної Іспанії. Протягом кар'єри у національній команді, яка тривала 5 років, провів у формі головної команди країни 20 матчів, забивши 1 гол.
У складі збірної був учасником чемпіонату Європи 1984 року у Франції, де разом з командою здобув «срібло», чемпіонату світу 1986 року у Мексиці.

## Кар'єра тренера
Розпочав тренерську кар'єру невдовзі по завершенні кар'єри гравця, 2000 року, очоливши тренерський штаб клубу «Корія».
В подальшому очолював команди клубів «Реал Хаен», «Екстремадура», «Фігерас», «Нумансія», «Бадалона», «Ейвісса-Ібіца» та «Атлетіко Балеарес».
Наразі останнім місцем тренерської роботи Франсіско Лопеса Альфаро був клуб Севілья C, який він очолював у 2010 році.

## Титули і досягнення
- Віце-чемпіон Європи: 1984